# Motion invest Arena
Het Bundesstadion Südstadt, ofwel motion_invest Arena om sponsorredenen, is de thuisbasis van FC Admira Wacker Mödling. Het stadion is gebouwd in 1965 en heeft een capaciteit van 10.600 mensen.

## Interlands
| 1 | 13 november 2020  | Costa Rica – Qatar  | 1 – 1 | Vriendschappelijk |
| 2 | 17 november 2020  | Zuid-Korea – Qatar  | 2 – 1 | Vriendschappelijk |
| 3 | 22 september 2022 | Venezuela – IJsland | 0 – 1 | Vriendschappelijk |

Allianz Stadion (Rapid Wien) ·
CASHPOINT Arena (SCR Altach) ·
Generali Arena (Austria Wien) · 
Hofmann Personal Stadion (Blau-Weiß Linz) ·
Lavanttal-Arena (Wolfsberger AC) ·
Merkur Arena (Sturm Graz) ·
Profertil Arena (TSV Hartberg) · 
Raiffeisen Arena (LASK) ·
Reichshofstadion (Austria Lustenau) ·
Red Bull Arena (Red Bull Salzburg) ·
Tivoli Stadion Tirol (WSG Tirol) ·
Wörtherseestadion (Austria Klagenfurt)
Ernst Happelstadion (Oostenrijks nationaal team) ·
Stadion Donawitz (DSV Leoben) ·  
Franz Feketestadion (Kapfenberger SV) ·
Josko Arena (SV Ried) ·
ImmoAgenturstadion (Schwarz-Weiß Bregenz) ·
Merkur Arena (Grazer AK) ·
Motion invest Arena (Admira Wacker) ·
NV Arena (SKN Sankt Pölten) ·
Raiffeisen Arena (FC Juniors OÖ) ·
Vorwärts-Stadion (Vorwärts Steyr) · 
Gerhard Hanappistadion (Rapid Wien) ·
Lehenstadion (Austria Salzburg)